# الفرقة الموسيقية للشرطة (البحرين)
الفرقة الموسيقية للشرطة في البحرين تعتبر واحدة من أبرز المؤسسات الفنية التي تعكس التزام المملكة بالفنون والثقافة. تأسست هذه الفرقة في إطار وزارة الداخلية، وتهدف إلى تعزيز الروابط بين الشرطة والمجتمع من خلال تقديم عروض موسيقية متعددة. تلعب الفرقة دورا مهما في المناسبات الوطنية والاحتفالات الرسمية حيث تسهم في إضفاء الطابع الاحتفالي وتعزيز روح الانتماء الوطني.
تتميز الفرقة بتنوع برامجها الموسيقية التي تشمل العزف على الآلات التقليدية والحديثة مما يعكس التراث الثقافي الغني للبحرين. تسعى الفرقة أيضا إلى تعليم الشباب المهارات الموسيقية مما يعزز من دورها في التنمية الثقافية والمجتمعية.

## المقدمة
لا تخلو في عصرنا الحالي أي دولة من فرقة موسيقية عسكرية أو أكثر إذ يناط بها العديد من المهام على الصعيد الداخلي في مراكز التدريب مثل تخريج الدفعات والنداءات العسكرية وغيرها، وعلى المستوى المحلي كذلك أي خارج أسوار مراكز التدريب فتقوم الفرقة باستقبال رؤساء وزعماء الدول وعزف السلام الوطني، والمشاركة في الأعياد الوطنية والقومية والأفراح والمناسبات بشكل عام. أما على المستوى الخارجي فتشارك في المهرجانات الدولية المتعلقة بهذا النوع من التنظيم الموسيقي والتي يتم تنظيمها عادة في دول أوروبا والولايات المتحدة الأمريكية. وتعتبر تجربة مملكة البحرين تجربة رائدة في هذا المجال من خلال الفرقة الموسيقية للشرطة التابعة لوزارة الداخلية، حيث أبدى المسؤولين في البحرين ومنذ بداية القرن العشرين الاهتمام بوجود فرقة عسكرية ودعمها.

## تأسيس الفرقة الموسيقية للشرطة
حظيت الفرقة الموسيقية للشرطة باهتمام من قبل المسؤولين في البحرين منذ تأسيسها بدايات القرن العشرين إذ تم ذكرها في الوثائق والمراسلات بشكل مباشر أو غير مباشر. وعند الرجوع إلى بدايات تأسيس الشرطة أو (البوليس) كما كانت هي التسمية الشائعة آنذاك في البحرين عام 1919 نجد أنه قد تم تأسيس الفرقة الموسيقية للشرطة سنة 1928 بعد اختيار مجموعة من الأفراد حديثي السن للانضمام للفرقة. وكان المستشار حكومة البحرين آنذاك السير تشارلز بلغريف دور بارز في وضع أسس التكوين واستقطاب أول قائد ومدرب للفرقة ويقول في هذا الشأن: "كما أسست فرقة موسيقية للشرطة من أبناء واخوة الشرطة القدماء والمنضمين للعمل بعد وصولهم للسن القانونية، في البداية قمت بنفسي بتعليم العزف للفرقة الموسيقية وكنت أقوم بالتصفير لهم وأسمعهم اسطوانات الجرامافون الموسيقية عدة مرات حتى تعودوا على ألحانها بسرعة، وقد وجدت أنهم يتمتعون بالحس والذوق الموسيقي وكانوا على خبرة كبيرة بدق الطبول.
وكانت أول قطعة موسيقية عزفتها فرقة الشرطة هي المعزوفة الزحف إلى جورجيا والتي تترنم بها صباح كل يوم أحد عندما تقوم الشرطة بسيرها المعتاد في مدينة المنامة.
تم قمت بتوظيف أحد الجنود من الهنود السيخ ليعمل رئيساً للفرقة الموسيقية وهو رجل كبير في السن وذو شخصية محترمة وقام هذا الرجل بتعليم أفراد الفرقة قراءة النوتة الموسيقية، وهو الشيء الذي لم أدرسه قط في حياتي، بعد ذلك زودت الفرقة الموسيقية بالآلات الموسيقية المرتفعة الثمن وبكميات من الكتب الموسيقية، ومن المقطوعات الموسيقية التي تعلمتها الشرطة ودأبت على عزفها (أجراس كنيسة سانت ماري)".

## قادة الفرقة الموسيقية للشرطة عبر التاريخ

### آمر سنغ (1936-1953)
تم توقيع عقد مع أول مدرب وقائد للفرقة الموسيقية بشرطة البحرين برتبة هفلدار في 6 أغسطس 1936 وقبل قدوم سنغ إلى البحرين كان قد خدم في جيش حكومة الهند البريطانية وتعلم الموسيقى وأسس القيادة وقد شارك في الحرب العالمية الأولى وعلى أثر خدمته ومشاركته العسكرية حصل على عدة أوسمة ومن ثم تقاعد إلى أن تمت الاستعانة به لخدمة شرطة البحرين، وكانت أولى وأهم المهام المناطة للهفلدار سنغ هو تعليم منتسبي الفرقة الموسيقية للشرطة قراءة الموسيقى وتدريبهم على آلاتهم بشكل يومي للارتقاء بمستواهم وقد حرص بلغريف على ذلك ومتابعتهم بشكل مستمر، وفي عام 1953 أحيل للتقاعد وعاد إلى بلاده.

### أنثوني فرنندس (1955-1963)
ولد فرنندس في الهند سنة 1902 ودرس الموسيقى في سن مبكرة حيث التحق بالمدرسة الموسيقية وعمره لم يتجاوز 8 سنوات وبعد تخرجه التحق بالجيش الهندي البريطاني وعمل حتى تقاعد ثم انتقل الى مومبي وعمل كقائد موسيقي ايضاً لفرقة خاصة، التحق بالفرقة الموسيقية للشرطة كقائد موسيقي في 17 مارس 1955 ولغاية 1963 حيث توفي خلال اجازته السنوية في الهند.
وفي الثمان سنوات التي قضاها في البحرين طرأت تغيرات مهمة في الفرقة الموسيقية نظرا لنقص الكوادر البشرية المحلية المؤهلة فتم التعاقد مع مجموعة من الموسيقيين من الهند وباكستان من ذوي الخبرة لتكون تلك فترة مختلفة عن الفترة الأولى والتي كانت محلية بحتة.

### جوليس سي بريرا (1964 - 1970)
في 26 يناير 1964 تعاقدت قيادة الشرطة مع ثالث قائد للفرقة الموسيقية وهو جوليس سي بريرا وهو هندي الجنسية من مواليد 16 مارس 1914 في الهند، حيث اجتاز بريرا بنجاح امتحان قائد موسيقي والتحق في موسيقى الجيش في البحرية الهندية لمدة 17 عاماً وبعد تقاعده التحق بالفرقة الموسيقية للشرطة في البحرين بعقد كقائد بسنة 1964 وفي 1 أغسطس 1970 أنهيت خدمات الملازم جوليس بريرا لمواجهته بعض المصاعب الإدارية في الفرقة الموسيقية.

### محمد محمود صدقي عياش (1971 - 1998)
رابع قائد للفرقة الموسيقية هو النقيب محمد محمود صدقي عياش وهو من مواليد 1925 في الجفاء في فلسطين، وبعد حصوله على الشهادة الثانوية وفي عام 1945 التحق في موسيقى الجيش الأردني وفي عام 1955 تم اختياره لدورة قائد موسيقي بالمدرسة الملكية للموسيقى في انجلترا ولمدة 3 سنوات وفي عام 1957 حصل على شهادة قائد موسيقي وعمل في الفرقة الموسيقية للجيش والشرطة الأردنية إلى عام 1965 وبعد ذلك تعاقدت معه حكومة الكويت وعمل في موسيقى الشرطة لمدة 5 سنوات وفي عام 1971 التحق بالفرقة الموسيقية للشرطة في البحرين كقائد موسيقي ولغاية 1998 أحيل إلى التقاعد وتوفي سنة 2002.

### مبارك نجم النجم (1998 - )
ولد مبارك نجم في المحرق بالتحديد في حي (فريج) المري في سنة 1957 والتحق بمدرسة المحرق الشمالية الابتدائية 1963. كان مولع بآلة العود منذ صغرة وبدء بتلحين الأغاني في سن مبكرة فلحن العديد من الافتتاحيات الغنائية لعدد من المسرحيات المحلية في تلك المرحلة إلى أن أكمل المرحلة الثانوية بمدرسة الهداية الخليفية سنة 1973 وفي نفس السنة ابتعث لدراسة الموسيقى بجمهورية مصر العربية من قبل وزارة الأعلام.
التحق مبارك نجم بالمعهد العالي للموسيقى (الكونسرفتوار) بمنطقة الهرم بقسم النظريات والتأليف وتخرج بتقدير امتياز.
تم تعيينه برتبة مرشح ظابط بوزارة الداخلية سنة 1981 وأجتاز الدورة العسكرية وبعدها التحق بالفرقة الموسيقية للشرطة.
أبتعث من قبل وزارة الداخلية الى بريطانيا لدراسة القيادة الموسيقية سنة 1983 ونال العديد من الشهادات العليا والتقديرية منها:
- مدير موسيقات من المدرسة الملكية البحرية - ديسمبر 1990.
- زمالة الكلية الملكية للموسيقى بلندن - 1998.
- دبلوما في قيادة الفرق العسكرية من الأكادمية الملكية للموسيقى بكينت - 1998.
- درجة الدكتوراة في الفنون تخصص تأليف ونظريات بتقدير مرتبة الشرف الأولى من المعهد العالي (الكونسيرفتوار) بالقاهرة - 2010.
- درجة الدكتوراة في فلسفة الفنون الشعبية تخصص الموسيقى الشعبية بتقدير مرتبة الشرف الأولى من المعهد العالي للفنون الشعبية – 2018.

## اهم ما حققه قادة الفرقة والتطورات والتغيرات

### آمر سنغ
قبل وصول سنغ إلى البحرين للخدمة في الفرقة الموسيقية للشرطة كانت الفرقة تعتمد تعلم الموسيقى عن طريق السمع ولا تقرأ النوتة الموسيقية كما أنه لا يوجد أي تعليم نظري. فقام سنغ بتعليم منتسبي الفرقة الموسيقية قراءة المدونات الموسيقية من مارشات ومقطوعات موسيقية عالمية ومن هنا بدأت الفرقة تتبوأ المهامات المتعددة على مستوى البحرين وهي:

#### المهام الرسمية
استقبال ملوك ورؤساء الدول منذ تأسيس الفرقة الموسيقية للشرطة في البحرين وهي تتصدر المهام الرسمية لأستقبال ملوك وأمراء ووزراء ووكبار الشخصيات الذي تستقبلهم البحرين.

##### الطابور الكبير
حرص بلغريف على اقامة الطابور الكبير مرتين في السنة لمنتسبي الشرطة بتفرعاتها حيث تقوم بجولة لعدة أيام تجوب فيها أغلب مناطق وقرى البحرين تكون الانطلاقة من قلعة الشرطة وهم مزودون بالمؤونة وتكون هناك نقاط للتخييم والاستراحة، وكون أن أغلب أفراد الشرطة من المنامة والمحرق فهذا الطابور يخرجهم إلى مناطق أخرى للتعرف على البحرين بشكل أكبر، وكانت الفرقة الموسيقية مهمتها ضبط سرعة هذا الطابور وطرد الملل وبث روح المعنوية واضافة ترفيهية للجمهور الذي يتتبع هذة الفعالية.

#### المهام غير الرسمية (المجتمعية)

##### مسير الأحد
كل يوم أحد تنطلق الفرقة الموسيقية للشرطة من القلعة من البوابة الشرقية متجه إلى السكرتارية أولاً ومن ثم إلى مركز شرطة المنامة المقابل لمبنى باب البحرين لتعود بعد ذلك إلى القلعة حيث تمر بشارع باب البحرين حتى تصل إلى كنيسة القلب المقدس.
والهدف من هذا المسير هو كسر روتين تدريب الفرقة اليومي والمحافظة على اللياقة البدنية واسعاد أهل تلك المنطقة.

##### حديقة البلدية
بتوجيه من حكومة البحرين إلى بلغريف لاستغلال أحد الأراضي ذات المساحة الكبيرة في المنامة كحديقة حيوان ومنتزه عام، تم افتتاح أول حديقة عامة في البحرين عام 1932 ودأبت الفرقة الموسيقية للشرطة على العزف في كل يوم أثنين وخميس لقرابة النصف ساعة مما أدى إلى زيادة الاقبال على زيارة الحديقة، فتردد الزوار من مختلف مناطق البحرين يومي الأثنين والخميس المشاهدة الفرقة والاستمتاع بما تقدمه.

##### المشاركة بمواكب العزاء في عاشوراء
منذ القدم والبحرين واحة من التسامح والتعايش السلمي بين الأديان والمذاهب والمعتقدات، ففي شهر محرم تغلق بعض شوارع وطرقات المنامة بالتنسيق مع الجهة المعنية لتمارس الطائفة الشيعية مواكب العزاء، وفي تلك الفترة الأولية من القرن العشرين كانت بعض تلك المأتم تستعين بالفرقة الموسيقية للشرطة لتعزف لها بعض من الألحان المستخدمة في العزاء.

##### احتفالات رأس السنة الميلادية والكريسماس
يذكر بلغريف في الأربعاء 1 يناير 1936: "حفلة رأس السنة في منزلي، زهور صفراء وطاولة طويلة و ۳۲ مدعواً. الشرطة تعزف في شرفة المنزل وهذه أول مرة تستخدم فيها الفرقة الموسيقية للشرطة لمناسبة خاصة أو احتفال غير رسمي".

### انثوني فرنندس
وتستمر الفرقة الموسيقية للشرطة في مهامها الرسمية باستقبال رؤساء وملوك الدول والشخصيات المهمة التي تزور البحرين ومن بعض هذه الزيارات:
في خلال هذا الشهر مر حاكم الكويت الشيخ عبد الله السالم بالبحرين واقام فيها ثلاثة أيام، وقد استقبل استقبالا رسمياً حافلا، فقد حيته المدفعية بإحدى وعشرين طلقة، كما عزفت فرقة الموسيقى التابعة للشرطة السلام الوطني. وقد تفقد حرس الشرف هو وحاكم البحرين الشيخ سلمان بن حمد آل خليفة الأول وعلى الصعيد المجتمعي تستمر بمسؤوليتها أتجاه المجتمع البحريني بمشاركته أفراحه وأعياده وإدخال البهجة والسرور في وجدانه من خلال أعذب الألحان وزادت المشاركات عن الحقبة السالفة بشكل أكبر لطبيعة مواكبة التطور المستمر واحتياجات الفترة، وكتب أيضاً وقد قامت فرقة موسيقى الشرطة بإمتاع الجمهور بعزفها قطعاً موسيقية في مناسبات مختلفة منها المعرض الزراعي وأيام الجمعة بحديقة القضيبية. وفي الثمان سنوات التي قضاها فرنندس في البحرين طرأت تغيرات مهمة في الفرقة الموسيقية نظراً لنقص الكوادر البشرية المحلية المؤهلة فتم التعاقد مع مجموعة من الموسيقيين من الهند وبكستان من ذوي الخبرة لتكون تلك فترة مختلفة عن الفترة الأولى والتي كانت محلية بحتة ومن أبرز التطورات هي:
- استحداث آلات النفخ الخشبية.
- تكوين فرقة مجموعة القرب.
- استحداث قائد وتخصص عصا الصولجان.
- تقديم عروض مع قسم خيالة الشرطة.

### جوليس سي بريرا
استمرت الفرقة باستقبال وتوديع رؤساء الدول كما أوكل إليها بالإضافة لكبار الشخصيات الذين يزورون البحرين، والاستمرار بدورها في تحقيق الشراكة المجتمعية عبر المشاركة في الاحتفالات الوطنية والأعياد وافتتاح المعارض ومن أبرز الافتتاحات في تلك الفترة افتتاح المشروع السكني الكبير لمدينة عيسى والذي أستمر لمدة 3 أيام.

### محمد صدقي عياش
من منجزات عياش على الصعيد الوطني البحريني كتابة كلمات النشيد الوطني البحريني وفي عام 1985 كتب العقيد محمد صدقي عياش القائد السابق للفرقة الموسيقية كلمات مصاحبة الموسيقى السلام الوطني البحريني وأستمر العمل بها حتى عام 2002.
أما على الصعيد الدولي فقد شاركت الفرقة الموسيقية للشرطة أولى مشاركتها الخارجية سنة 1981 في مهرجان ومسابقة للموسيقى العسكرية أقيم في دبي، وكانت المشاركة مقتصرة على مجموعة القرب والطبول وحازت على المركز الأول وهذا دليل على التقدم والتطور الحضاري للفرقة. كما قام أمير البلاد الشيخ عيسى بن سلمان آل خليفة بتكريم المقدم محمد صدقي عياش ومنحه وسام البحرين من الدرجة الخامسة سنة 1985 لما بذله من جهود للارتقاء بالفرقة الموسيقية للشرطة.

### مبارك نجم
منذ انضمام اللواء الدكتور مبارك نجم إلى الفرقة الموسيقية للشرطة سنة 1981 إلى أن قام بتولي مهام قيادة الفرقة سنة 1998 عمل بشكل دؤوب من أجل تطوير الفرقة مضمنا الموروث الشعبي من فنون وازياء وألحان بحرينية في عمل الفرقة، معتبرا ذلك الموروث جزء مهم لجميع نشاطات الفرقة في المشاركات الداخلية والخارجية . كما اهتم نجم بتوظيف ذوي الخبرة العملية والعلمية من مدربين وتوظيف المستجدين البحرينيين والعمل بمناهج حديثة ومتطورة مثل منهج المجلس المشترك للمدارس الملكية للموسيقى (ABRSM) وعمل على تطوير الفرقة اداريا واستحداث تكوينات موسيقية جديدة تتماشى مع تطلعاته ومتطلبات الفترة، ومن التكوينات الموسيقية المستحدثة هي:
- الفرقة الوترية (أوركسترا وتري).
- فرقة الموسيقى العربية والخليجية.
- فرقة الفنون الشعبية.
- فرقة موسيقى الجاز.
- فرقة موسيقى الفلامنكو واللاتين جاز.

وتنبثق من هذه التكوينات أيضاً المجموعات الصغيرة مثل رباعي وتري ، خماسي نحاسي وغيرها.
أهتم مبارك نجم بالتعلم وتعليم جميع منتسبي الفرقة فحرص على استحداث الدورات الموسيقية الداخلية والإدارية وأيضاً إقامة الندوات الموسيقية وجلب الخبرات العالمية من خارج البحرين للاستفادة من تجربتهم بالمجال وبث روح حب التعلم والتطور لدى جميع منتسبي الفرقة، كما تستقبل الفرقة المتدربين من قوة دفاع البحرين (الجيش) ومن سلطنة عمان لتدريبهم وتعليمهم، وهذا مثال للريادة والتطور الذي طرأ على هذ الكيان ، ومن الدورات الموسيقية التي تقام لدى الفرقة هي:
- الدورة التأسيسية.
- دورة أعداد المدربين.
- دورة أعداد القادة دورة عصا الصولجان.
- دورة القرب.
- الدورة التنشيطية (لجميع الآلات وتكون بشكل دوري للكل).

#### المشاركات الداخلية
منذ تأسيسها وللفرقة دور في المشاركات الداخلية من العزف ضمن المهام الرسمية والمهام المجتمعية إذ يحرص قائد الفرقة على تعزيز دورها من خلال المشاركات، كما يحرص على أن تكون دائما في المستوى المطلوب من حيث الالتزام والتنويع الدائم في المقطوعات المختارة لتكون الفرقة واجهة مشرفة لوزارة الداخلية.

#### المشاركات الخارجية
منذ مطلع التسعينات وإلى يومنا هذا والفرقة الموسيقية للشرطة تشارك في المهرجانات الموسيقية العسكرية الكبرى والمهرجانات والمعارض الدولية الخارجية، ويتصدر الموروث الثقافي الموسيقي والموروث المشاركات وهو ما حرص عليه مبارك نجم لتتميز حتى تتميز الفرقة الموسيقية بما تقدمه بين بقية الفرق.
وأشار نجم إلى أن الفرقة الموسيقية للشرطة تعتبر خير سفير المملكة البحرين في الخارج من خلال المشاركات المتميزة والمتعددة، حيث قدمت الفرقة خلال مشاركتها العديد من المعزوفات والمارشات العسكرية ذات الطابع البحريني، بالإضافة إلى عدد من المعزوفات والمقطوعات الموسيقية العالمية وتزخر مشاركة الفرقة خارجياً بالموروث الشعبي من استخدامات للفنون الشعبية والألحان البحرينية واللبس الشعبي ممزوجاً بالموسيقى العسكرية.

#### ورش العمل
أهتم مبارك نجم برفع المستوى العلمي والثقافي لأعضاء الفرقة الموسيقية أيضاً من خلال ورش العمل والندوات الفنية الثقافية فدعا لأهل الخبرة لتقديم المحتوى التدريبي كما تعاون مع الملحقيات الثقافية التابعة للسفارات المتواجدة في البحرين، ليقدم للمنتسبين العديد من الورش في مختلف الآلات والتخصصات.

#### المكتبة الموسيقية
تعد المكتبة الموسيقية عاملا ساعد على تطور مستوى الفرقة وأضفى المزيد من التنويع في برامجها المختلفة. وحرص مبارك على تزويد المكتبة بأحدث الكتب الموسيقية والتعليمية من خلال زياراته الخارجية للمهرجانات والمكتبات والمعارض الموسيقية. وتحتوي المكتبة على موسيقات من جميع انحاء العالم ولجميع التكوينات الموسيقية بدأ بالعزف المنفرد إلى المجموعات الكبيرة.

#### ورشة التصليح
مع ازدياد عدد منتسبي الفرقة وعدد الآلات الموسيقية ذات الجودة العالية تم استحداث ورشة تصليح وصيانة دورية للآلات، تم ارسال منتسبي الورشة لأخذ دورة للتصليح والصيانة في سلطنة عمان، وفي جميع المشاركات الخارجية يكون هناك أحد فنيين الورشة مزود بمعدات التصليح والصيانة.

#### الأستوديو
تم استحداث أستوديو المكساج والتسجيل في سنة 2015 وتزويده بأحدث الأجهزة الصوتية وبرامج التسجيل والمكساج والمؤثرات الصوتية، حيث تم تسجيل العديد من المارشات والمقطوعات الموسيقية البحرينية والعالمية وطباعتها على أقراص مدمجة.